# Acarigua (rijeka)
Acarigua je rijeka u Venezueli. Pritoka je rijeke Portuguesa i pripada porječju rijeke Orinoco.